# 伝説の監察医 オニグマの事件簿
『伝説の監察医 オニグマの事件簿』（でんせつのかんさつい オニグマのじけんぼ）は、2012年と2015年にTBS系「月曜ゴールデン」枠で2回放送されたテレビドラマシリーズ。原案は島田一男。主演は市村正親。

## キャスト

### 熊井診療所
熊井吾郎
演 - 市村正親
外科・内科・小児科を扱う診療所医師。通称「オニグマ」。鬼のように鋭い観察眼と激しい気性である。10年前に亡き妻の異変に気付けなかった事をきっかけに、直後の転落死案件を「事故死」と誤判断してしまい、事件であった事の責任を感じて監察医を辞めた。当初は監察医復帰を渋っていたが、復帰。純情で奥手。
熊井真美
演 - 石橋杏奈（第1作）、緑友利恵（第2作）
オニグマの娘。オニグマに対し、10年前の母の死をきっかけとした過去の呪縛から解き放って欲しいと願う。
熊井美代子
演 - 岡まゆみ（写真出演）
オニグマの亡き妻。10年前に癌で余命半年と診断され、亡くなっている。

### 警察関係者
春日正輝
演 - 田中圭
経歴：警視庁城北警察署刑事課（第1作）
→ 警視庁品川西警察署刑事課（第2作）
→ 殉職（第2作）
刑事。安定志向で。犯罪をこの世から無くしたいという気持ちもあって警察官になるも次々に起こる事件に忙殺される事で、末端の警察官に対する限界を感じて理想を捨て、安定志向へ。オニグマとの出会いにより昔の気持ちを取り戻し、真美と交際するなど公私とも充実していた矢先に殉職した。
花田卓
演 - 塚地武雅（第2作）
警視庁大田東警察署生活安全課の刑事。春日の交番勤務時代の先輩。
DV被害者の石野めぐみから相談を受けるも突き放してしまったことが殺人事件に発展したことで罪悪感に苛まれていたが、オニグマとの出会いにより事件に真剣に向きあうようになる。事件解決後、警視庁品川西警察署刑事課に異動となった。
桜井稔
演 - 矢柴俊博
経歴：警視庁城北警察署刑事課（第1作）
→ 警視庁品川西警察署刑事課（第2作）
刑事。
寺原三郎
演 - 渡辺いっけい
経歴：警視庁城北警察署刑事課（第1作）
→ 警視庁品川西警察署刑事課（第2作）
課長。「伝説の…」という括りが好きらしく、口癖になっている。オニグマに対し、委任で監察医に復帰させた人物。10年前、オニグマが監察医を辞めたきっかけとなる転落死案件に関わっている。

### ゲスト
第1作（2012年）
- 村上瑤子（小料理「瑤子」ママ） - 床嶋佳子
- 片野坂あゆみ（片野坂の妻） - 吉井怜
- 水川武雄（小料理「瑤子」板前） - おかやまはじめ
- 疋田篤志（占有屋・過去に二人の人間を殺害し服役） - 遠藤要
- 軽部明（疋田の仲間） - 山崎裕太
- 片野坂直樹（片野坂グループの後継者） - 内浦純一
- 楢崎修（秘書） - 八戸亮
- 鈴村和俊 - 朝倉伸二
- 森山富雄 - 大浜直樹
- 下山行彦（会社員・10年前転落死） - 杉山文雄
- 黒田勝則（10年前死亡） - 橘篤
- 美人局のカモ - 服部桂吾

第2作（2015年）
- 峰村聡之（美奈子の秘書） - 阿南健治
- 磯沼和俊（警視庁品川西警察署 刑事） - 石原善暢
- 青森（警視庁品川西警察署 刑事） - 金子裕
- 倉田まどか（警視庁品川西警察署 新人刑事） - 山本紗也加
- 横山愛華（明栄学園高等学校 生徒・美奈子の娘） - 真凛
- 菅田樹里（明栄学園高等学校 生徒・愛華の友人） - 桃瀬美咲
- 石野洋介（スナック「ブルーフォレスト」マスター） - RIKIYA
- 石野めぐみ（石野の妻） - 鈴木麻衣花
- ラッパー - 駒木根隆介
- 若林恵介（ガールズバー店長） - 大西武志
- 桧垣宗男（帝都物産第一営業部 社員） - 吉川裕朋
- 喫茶店マスター - 中野英樹
- オニグマの患者 - 橘家二三蔵
- 曙金融 チンピラ - 酒井勇樹、松原慎太郎
- 石野と同じマンションの住人 - 河野景子
- 曙金融 社長 - 大賀太郎
- 害虫駆除業者 - 大久保全也
- ランニング中の男 - 藤村直樹
- 広瀬明彦（警視庁大田東警察署生活安全課 係長・花田の上司） - 螢雪次朗
- 横山美奈子（明栄学園 理事長） - 高橋ひとみ

## スタッフ
- 原案 - 島田一男「死者たちの宴」（徳間書店刊）
- 脚本 - 深沢正樹
- 監督 - 皆川智之、麻生学
- 音楽 - 吉川清之（2）
- 撮影 - 武山智則
- VE - 古川明
- 音声 - 関根光晶
- 照明 - 海老原靖人
- 美術 - 山崎輝
- 装飾 - 及川幸恵、佐藤希
- 持道具 - 園部陽一郎
- 大道具 - 手塚常光
- 建具 - 阿久津正已
- 美術車輛 - 中野秋宏
- 医療監修 - 高木徹也（杏林大学医学部）
- 殺陣 - 剱持誠
- 技術協力 - ビデオフォーカス（1）、フォーチュン（2）、ブル（2）
- 美術協力 - 山崎美術（1）、京映アーツ（2）
- スタジオ(1) - 国際放映
- プロデューサー - 菅井敦（ホリプロ）、井上竜太（ホリプロ）、梶野祐司（ホリプロ / 2）
- 製作 - ホリプロ、TBS

## 放送日程
| 話数 | 放送日       | サブタイトル | 脚本     | 監督     |
| ---- | ------------ | --- | -------- | -------- |
| 1    | 2012年3月5日 | 新ヒーロー誕生！破天荒な医者が連続殺人の謎を名推理 焼死体と水死体を結ぶ驚きのトリックを暴く社長夫人の禁断の関係に隠された哀しき愛 | 深沢正樹 | 皆川智之 |
| 2    | 2015年6月1日 | 破天荒な天才医師が超絶推理で連続不審死の謎に迫る “死者の声を聞け！”謎の火傷と二重歯形の殺人トリックを暴く                         | 深沢正樹 | 麻生学   |